# Alberto Ghirardi
Alberto Ghirardi (* 8. Mai 1921 in Alessandria; † 5. Dezember 1987 in Grondona (Piemont)) war ein italienischer Radrennfahrer.

## Sportliche Laufbahn
Ghirardi wurde 1948 Berufsfahrer im Radsportteam Benotto und blieb bis 1952 als Radprofi aktiv. 
Er siegte im Eintagesrennen Milano–Modena 1948 vor Vito Ortelli. 
Im Giro d’Italia startete er viermal. 1950 wurde er 43., 1952 56., 1949 und 1954 schied er aus. In der Tour de France 1950 schied er aus.